# Cicindela pamphila
Cicindela pamphila este o specie de insecte coleoptere descrisă de Leconte în anul 1873. Cicindela pamphila face parte din genul Cicindela, familia Carabidae. Această specie nu are alte subspecii cunoscute.